# 담수백점충
담수백점충(淡水白点蟲, Ichthyophthirius multifiliis)은 섬모충류의 일종으로 물고기에게  백점병을 일으키는 병원충이다. 백점병은 물고기에게 가장 흔하고 지속적으로 나타나는 질병 중 하나이다. 물고기의 몸과 지느러미, 아가미에 최대 1mm의 흰 소금 알갱이와 같은 흰 반점이 나타난다.

## 같이 보기
- 해수백점충(Cryptocaryon irritans)